# Piano coi piedi
Piano coi piedi (Feet First) è un film del 1930 diretto da Clyde Bruckman con Harold Lloyd.

## Trama
Un venditore di scarpe, Harold, incontra inconsapevolmente la figlia del capo e le dice che è un magnate della pelle. Finisce su una nave con lei e il capo e deve sempre recitare la parte e non è facile. Poi scopre che la ragazza è la segretaria del capo e non la figlia e si tranquillizza e si prende l'impegno di consegnare una lettera, e finisce arrampicato su un grattacielo da cui scende vivo per miracolo.